# 페루 여인의 편지
《페루 여인의 편지》(프랑스어: Lettres d’une Péruvienne)는 프랑스 작가 프랑수아즈 드 그라피니의 소설로 1747년에 발표되었다.

## 작품 소개

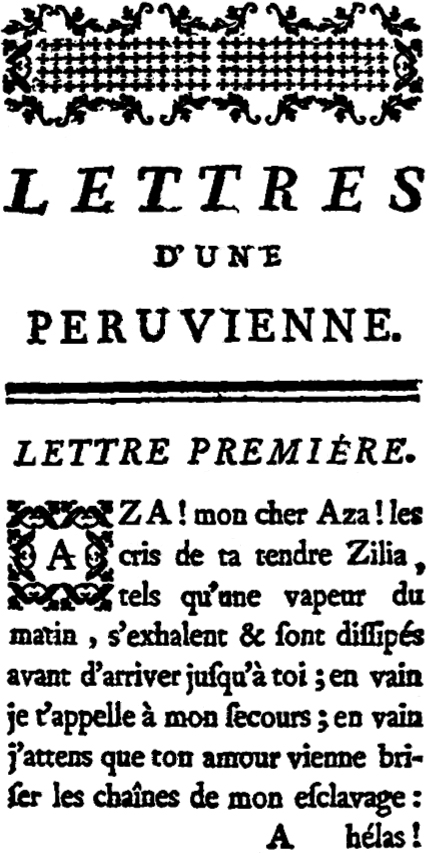
초판본의 첫페이지

이 작품은 여주인공 질리아가 스페인 사람에게 붙잡혀 유럽으로 끌려가던 날부터 약혼자 아자에게 쓴 편지 형식의 소설이다.
18세기 이 소설이 큰 인기를 끌었던 이유는 무엇보다도 당시 세인들의 관심을 끌던 두 가지의 문학적 전통, 즉 애정소설의 전통과 이국취미의 전통을 성공적으로 조합시킨 데 있다. 프랑스 문학사에서 이국취미의 전통은 크게 보아 외부적인 것과 내부적인 것, 즉 유럽 외부세계의 문물 소개와 비유럽인에 의해 관찰된 유럽사회 묘사로 구분된다. 유럽 외부세계, 특히 신세계에 대한 관심은 르네상스 시대 이후 꾸준히 증가해 왔다. 《페루 여인의 편지》의 주인공은 페루 원주민, 그것도 여성이다. 또한 그녀가 다루고 있는 사회는 주로 프랑스다. 따라서 이 소설은 이국취미의 두 번째 전통, 즉 비유럽인의 눈으로 본 유럽 사회에 대한 비판의 전통에 속한다고 할 수 있다.
그라피니 부인의 소설이 《페르시아 편지》, 《캉디드》 등과 가장 뚜렷이 구별되는 점은 편지의 발신인이 여성이라는 점이다. 주인공 질리아는 여성인 까닭에 남성과는 관심 분야도 다르고, 그 시각도다르다. 이러한 시각 차이가 무엇보다도 뚜렷한 대목은 바로 여성 문제다. 《페르시아 편지》의 경우, 여성 문제는 부차적인 문제에 지나지 않는다. 이에 반해 《페루 여인의 편지》에서는 가장 핵심적인 주제라고 할 수 있다. 이것은 프랑스 사회의 여러 현상 중 오직 이 문제만이 두 개의 편지에 걸쳐 논의된다는 사실에서도 쉽게 짐작될 수 있다. 실제로 질리아는 ‘편지33’과 ‘편지34’에서 프랑스 사회에 만연한 여성 폄하 현상에 대해 관찰하고 나름대로 그 이유를 설명한다. 이 편지들에서 그녀는 불합리한 여성교육, 여성에 대한 이중적 태도, 여성에게 불공정한 결혼 제도들을 직접적으로 비판하며 여기에는 여성인 작가 자신의 경험이 녹아 있다. 그녀는 초기 습작 과정에서 자신이 받은 교육의 천박함을 실감했으며, 파경으로 끝난 결혼 생활을 하는 동안, 남편의 폭력과 학대에 시달렸다. 특히 남편에 의한 아내 학대를 묵인하면서도 아내가 남편을 사랑하기를 기대하는 사회 통념에 대한 그녀의 비판에는 직접적 체험에서 우러나온 예리함과 통렬함이 엿보인다. 20세기 후반에 들어 이 소설이 18세기의, 그리고 프랑스 문학사를 통틀어 대표적인 페미니스트 소설의 하나로 인정받게 된 것은 여성 문제에 대한 이러한 심층적 분석에 기인한다.

## 서지 정보
- 이봉지 역, 2009년, 지식을만드는지식[깨진 링크(과거 내용 찾기)] ISBN 978-89-6406-231-9